# Weloveyouwinona
weloveyouwinona — российская рок-группа из Москвы, организованная в мае 2010 года. В её состав входили Иван Малежик (вокал, гитара), Илья Цибиков (бас-гитара), Глеб Шапрынский (ударные) и Фёдор Денисов (гитара).

## История
Вокал фронтмена Ивана Малежика, поющего иногда фальцетом, сравнивают с голосом Тома Йорка. Малежик является основным автором текстов и музыки группы. Кроме него, в состав вошли басист Илья Цибиков (Granny Smith) и барабанщик Глеб Шапрынский, которые прежде были участниками группы Holy Monday, и гитарист Дмитрий Спиваковский, также игравших в различных проектах, в том числе OK Girl. Своё название коллектив получил благодаря сцене из фильма «Прерванная жизнь» с участием Вайноны Райдер.
В своём звучании Weloveyouwinona ориентируются на музыку западных коллективов и исполняют композиции на английском языке. Музыкальные издания относят её к стилям брит-рок и инди-рок и сравнивают с такими командами, как Suede, Pulp, Vivid и Radiohead. Павел Сурков с сайта Звуки.Ру написал, что её творчество «проникнуто идеями углубленного самокопания и откровений на грани исповедальности».
В 2010 году группа выпустила дебютный эпонимический мини-альбом, содержащий две песни, а в следующем году вышел 4-трековый EP 4 Songs. Кроме того, был снят видеоклип на песню «Are You Sure?».
24 июня 2011 года Weloveyouwinona выступили на фестивале Summer Act 2011, прошедшем в Москве. Позднее Спиваковского на гитаре заменил Фёдор Денисов.
В 2012 группа выпустила полноценный альбом под названием «Get happy». Также группа проехала большой тур по России, Украине и Беларуси.
15 октября 2014 года вышел сингл «Зачемгород». Через 10 дней группа выложила видео на данный сингл.
Фанаты помогли переименовать группу из Weloveyouwinona в Вайнона.
2 июля 2015 года на официальных страницах группы в соцсетях появилась информация: «Группа прекратила своё существование».
Никаких комментариев от менеджмента или участников группы не последовало.
30 марта 2018 года группа восстановила свое существование под названием Электросон, выпустив видеоклип "Герой" и сингл "Лица"

## Дискография
- 2010 — «Weloveyouwinona EP»
- 2011 — «4 Songs EP»
- 2012 — «Get Happy»
- 2015 — «Домой EP»